# Ука (аеропорт)
У́ка  — місцевий аеропорт, розташований за 11 км на північний захід від покинутого селища Ука у Камчатському краї.
У часи Другої світової війни аеропорт використовувався за програмою Ленд-ліз. Поруч з аеропортом збудовані великі антени радянської космічної програми 1950-их років.